# Grupa partyzancka Gavrila Vatamaniuca
Grupa partyzancka Gavrila Vatamaniuca (rum. Grupul de partizani Gavril Vatamaniuc) - rumuńska antykomunistyczna grupa zbrojna na Bukowinie w latach 1949–1955
25 listopada 1949 r. zdezerterował z bronią sierżant żandarmerii Gavril Vatamaniuc, zagrożony aresztowaniem z powodów politycznych przez Securitate. Ukrył się w lasach w rejonie Suczawy, gdzie zbudował chatkę. Żywność otrzymywał od swojej rodziny. Po przetrwaniu zimy latem 1950 r. przyłączyło się do niego 2 braci z jego rodzinnej wsi Ion i Gheorghe Chiraș. Przynieśli ze sobą broń. Taktyka grupy ograniczyła się jedynie do samoobrony, nigdy nie podejmowano akcji zaczepnych. Natomiast partyzanci drukowali i kolportowali ulotki wzywające do walki z reżimem komunistycznym, starali się też przeciwdziałać propagandzie rządowej. Agenci organów bezpieczeństwa bezskutecznie starali się zinfiltrować osoby, które pomagały partyzantom. Aresztowano część chłopów za niewywiązywanie się z obowiązków dostaw produktów rolnych, chcąc zastraszyć pozostałych. W 1954 r. do grupy dołączył Vasile Motrescu, pochodzący z miasta Fogarasz. Na pocz. stycznia 1955 r. oddziały bezpieczeństwa odkryły miejsce ukrycia grupy. 18 stycznia nad ranem kompania z Botoszan zaatakowała partyzantów. W chacie przebywali jedynie G. Vatamaniuc i V. Montrescu, którym udało się przebić przez pierścień obławy, zabijając 3 żołnierzy Securitate. 18 lipca z powodu zdrady zostali wydani bracia I. i G. Chiraș. Zostali oni zastrzeleni w walce. 17 października Securitate aresztowało miejscowego partyzanta Vasile Marciuca. Ujawnił on miejsce ukrycia się G. Vatamaniuca, którego schwytano. Vasile Montrescu, który okazał się ostatnim partyzantem na Bukowinie, został wytropiony i zabity dopiero 29 lipca 1958 r.